# Schulman (efternamn)
Schulman, även skrivet von Schulman och Schulmann, är ett efternamn som i Norden har sina flesta bärare i Finland. Många med namnet tillhör den finländsk-svensk adelsätten Schulman av balttysk härkomst, men är inte unikt för denna släkt. Namnet bärs också bland annat av svenskar med judiskt ursprung.
Enligt offentlig statistik tillgänglig i juli 2014 är följande antal personer med de olika namnvarianterna bosatta i de nordiska länderna:
- Sverige: Schulman 33, von Schulman 7, Schulmann 0. Totalt 40 personer.[2]
- Danmark: Schulmann 3.[3]
- Finland: Schulman 112, von Schulman 6. Totalt 118 personer. Detta antal inkluderar dem som utflyttat från Finland, men som enligt finländsk folkbokföring fortfarande är i livet.[4]

Uppgifter från Norge liksom andra kombinationer av namn och land ligger under respektive lands spärrgräns (3–5 personer). I Tyskland beräknas bo omkring 13 personer med stavningen Schulman och 442 med stavningen Schulmann.
Namnet är vanligast förekommande i USA där det är buret av 8557 personer, enligt statistik från 2014.

## Personer med efternamnet Schulman eller med varianter av detta namn
- Alex Schulman (född 1976), svensk författare, medieentreprenör, programledare
- Allan Schulman (1919–2003), finlandssvensk journalist och TV-producent
- Amanda Schulman (född 1980), TV-producent och medieperson
- Arnold Schulman (1925–2023), amerikansk manusförfattare, pjäsförfattare, sångtextförfattare
- Calle Schulman (född 1979), medieperson
- Henning von Schulman (född 1984), svensk operasångare, bas
- Katrin Schulman, numera Katrin Zytomierska (född 1977), programledare, författare och affärskvinna
- Lisette Schulman (1951–2015), svensk programledare och informatör
- Ninni Schulman (född 1972), svensk författare och journalist
- Patrick Schulmann (1949–2002), fransk regissör, manusförfattare och kompositör
- Roger S.H. Schulman (född 1962), amerikansk manusförfattare
- Salomon Schulman (1947–2024), svensk barnläkare, författare och översättare
- Tyyni Schulman (1895–1956), finländsk författare och journalist
- Yaniv Schulman (född 1984), amerikansk producent, skådespelare och fotograf